# Catedrala Svetițhoveli
Catedrala Svetițhoveli (în georgiană სვეტიცხოვლის საკათედრო ტაძარი, svet'icxovlis sak'atedro t'adzari; literalmente Catedrala Stâlpul Vieții) este o catedrală ortodoxă  situată în centrul istoric al orașului Mțheta, Georgia, la nord-vest de capitala georgiană Tbilisi. Capodoperă a Evului Mediu Timpuriu, Svetițhoveli este recunoscută de UNESCO ca parte a locului din Patrimoniul Mondial denumit „Monumentele istorice din Mțheta”. Acesta este în prezent a doua cea mai mare clădire ecleziastică din Georgia, după Catedrala Sfânta Treime⁠(d).
Cunoscută ca locul de înmormântare cămășii⁠(d) lui Hristos, Svetitskhoveli a fost mult timp una dintre principalele biserici ortodoxe georgiene și este printre cele mai venerate locuri de cult din regiune. Structura actuală a fost finalizată în 1029 de către arhitectul medieval georgian Arsukisdze, deși situl în sine datează de la începutul secolului al IV-lea. 
Svetitskhoveli este considerată un reper cultural în pericol; ea a supraviețuit mai multor vicisitudini, și multe dintre inestimabilele ei fresce au fost pierdute, fiind tencuite de autoritățile țariste.

## Istorie

### Istoria timpurie

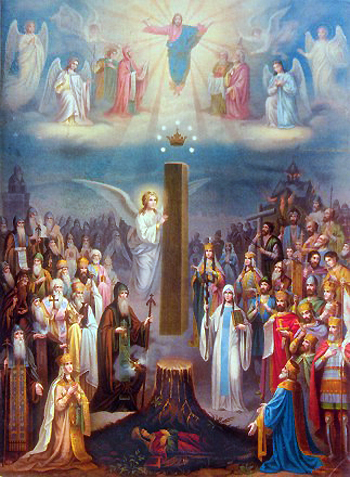
Gloria Iberiei (1880), icoană de ilustrând legenda Stâlpului Vieții.

Prima biserică de pe acest loc a fost construită în secolul al IV-lea e.n. în timpul domniei lui Mirian al III-lea⁠(d) al Kartliului⁠(d) (Iberiei). Se spune că Sf. Nino ar fi ales confluența râurilor Mtkvari (Kura) și Aragvi⁠(d) ca loc al primei biserici georgiene.
Potrivit hagiografiei georgiene, în secolul I e.n. un evreu georgian⁠(d) din Mțheta pe nume Elias a fost prezent la Ierusalim când Isus a fost crucificat. Elias a cumparat cămașa lui Isus⁠(d) de la un soldat roman de la Golgota și a adus-o înapoi în Georgia. Revenind la orașul său natal, el a fost întâmpinat de sora lui, Sidonia, care, la atingerea cămășii a murit imediat de emoțiile generate de obiectul sacru. Haina nu i-a putut fi scoasă din strânsoarea mâinilor, așa că a fost îngropată cu ea. Locul unde a fost îngropată Sidonia cu cămașa lui Hristos este connservat în catedrală. Mai târziu, din mormântul ei a crescut un cedru uriaș. Sf. Nino a cerut să fie tăiat cedrul și să se facă din el șapte coloane  pentru fundația bisericii. Cea de-a șaptea coloană ar fi avut, se spune, proprietăți magice și s-a înălțat singură în aer. Ea ar fi revenit pe pământ după ce Sfântul Nino s-a rugat toată noaptea. În continuare, se spune că din această a șaptea coloană magică curgea un lichid sfânt care îi vindeca pe oameni de toate bolile. 
În georgiană, sveti înseamnă „stâlp”, și țhoveli înseamnă „dătător de viață” sau „viu”, de unde și numele catedralei. O icoană înfățișând acest eveniment poate fi văzută pe a doua coloană pe dreapta de la intrare. Reprodusă pe scară largă în întreaga Georgie, ea o înfățișează pe Sidonia cu un înger înălțând coloana în rai. Sfântul Nino este în prim-plan: regele Mirian și soția sa, regina Nana, sunt la dreapta și la stânga. Georgia a adoptat oficial creștinismul ca religie de stat în 337.

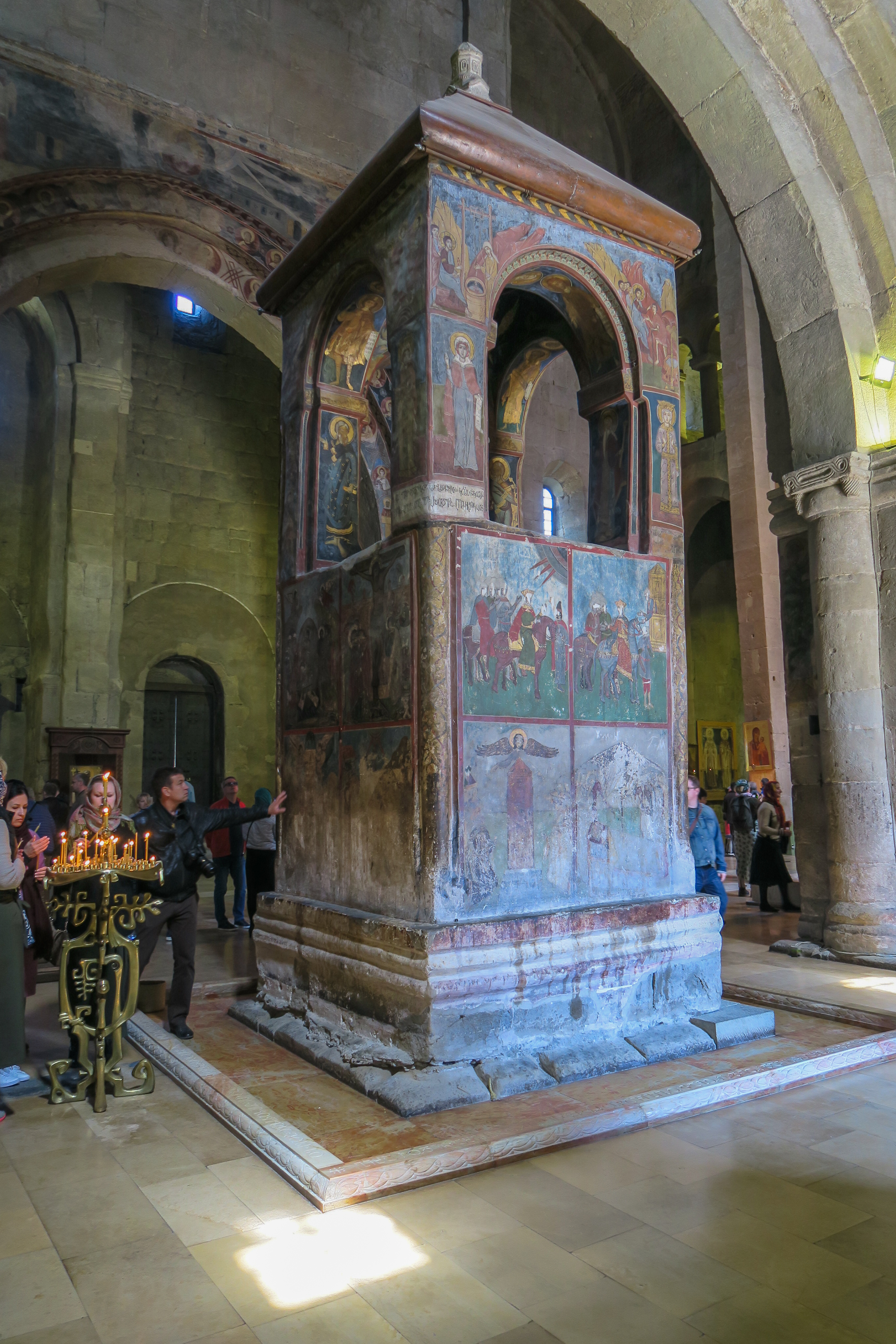
Un din secolul al XVII-lea în care se spune că a fost îngropată cămașa lui Isus

### Evul mediu și perioada modernă
Catedrala Svetițhoveli, construită inițial în secolul al IV-lea, a fost distrusă de mai multe ori în istorie, în special de invaziile arabă, persană și timuridă, și mai recent în timpul dominației rusești și sovietice. Clădirea a fost afectată și de cutremure.
În timpul restaurării din anii 1970-71, sub îndrumarea lui V. Țințadze, s-a găsit baza bazilicăi construită în secolul al V-lea de către regele Vahtang Gorgasali⁠(d) după ce a fost găsită prima biserică a Sfântului Nino. În primii ani în care s-au construit biserici în Georgia, bazilica a fost tipul dominant de arhitectură bisericească georgiană, înainte de apariția stilului cruce cu dom.
Actuala catedrală Svetițhoveli a fost construită între 1010 și 1029 de arhitectul Arsakidze, la invitația catolicosului Melkisedek al Georgiei. Regele Georgiei la acea vreme era Giorgi I (Gheorghe).
Catedrala este înconjurată de un zid de apărare, construit din piatră și cărămidă în timpul domniei regelui Heraclius II of Georgia⁠(d) (Heraclius), în 1787. Etajul de sus a fost conceput pentru scopuri militare și avea poziții pentru tunuri. Intrarea în catedrală dinspre zid este situată la vest. Zidul are opt turnuri: șase dintre ele sunt de formă cilindrică și două dintre ele sunt pătrate. Expedițiile arheologice din 1963 au găsit casa patriarhului din secolul al XI-lea în partea de sud a zidului. În interiorul curții bisericii, s-au găsit rămășițele unui palat  cu două etaje al patriarhului Anton al II-lea.

## Arhitectura

Lateral
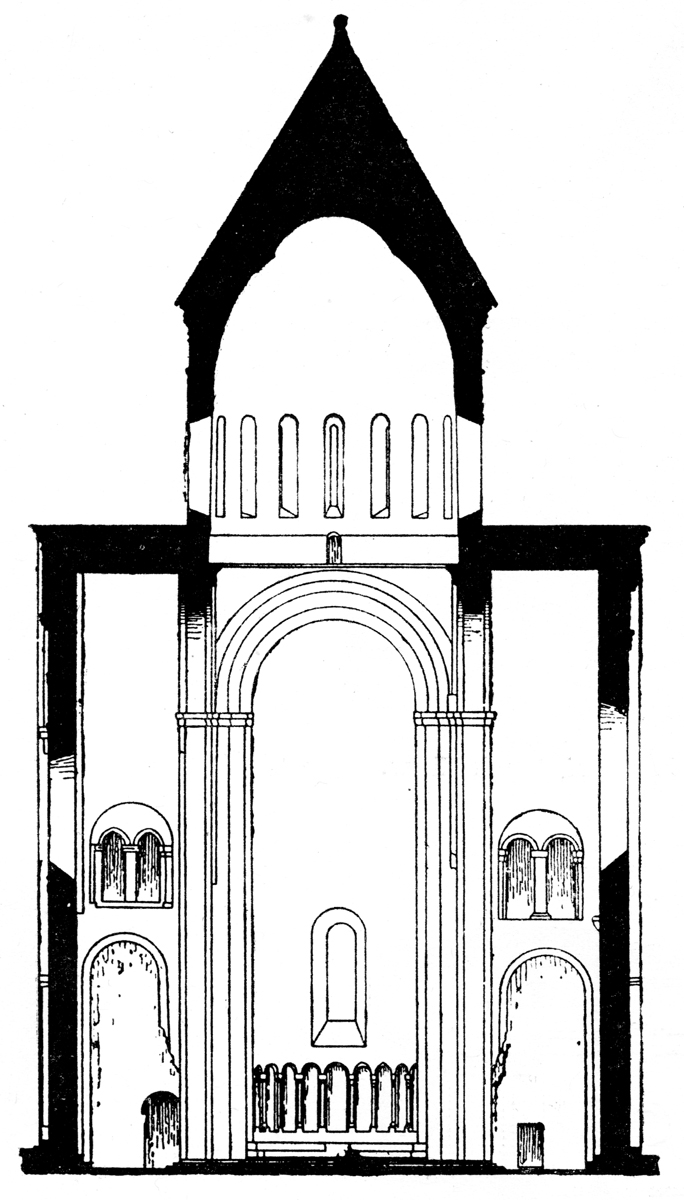
Dinspre intrare

Baza basilicii cu trei etaje, despre care se spune că ar fi construită de Vahtang Gorgasali⁠(d) după modelul bisericii inițale a Sf. Nino, a fost găsită de arheologi în timpul restaurării din 1970-71.

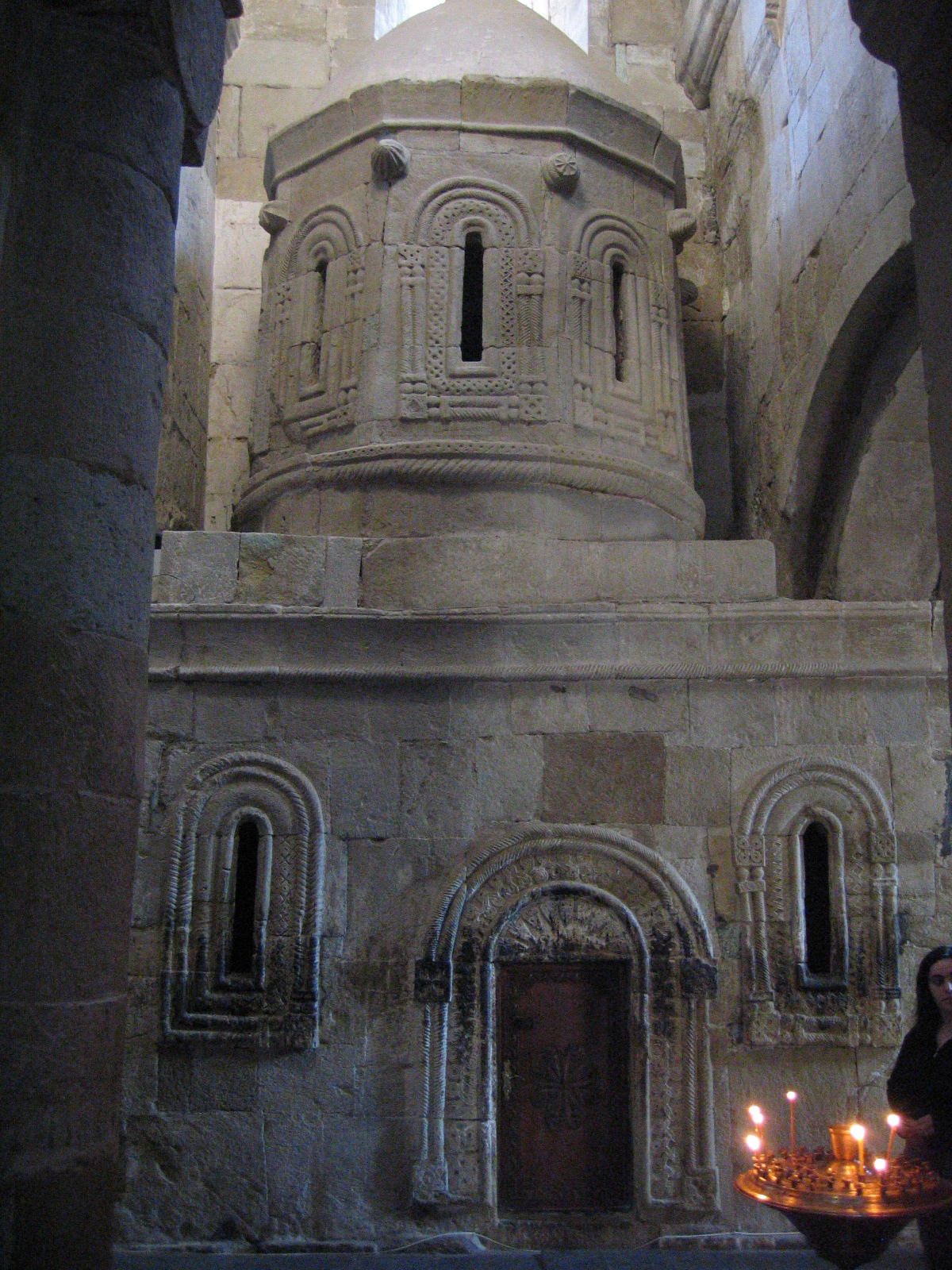
Copie din secolul al XIV-lea a de la Biserica Sfântului Mormânt

Arhitectura actualei catedrale Svetițhoveli, care datează din preajma lui 1020, este bazată pe stilul cruce cu dom de arhitectură bisericească, apărut în Georgia în Evul Mediu Timpuriu și devenită principalul stil după unificarea politică a Georgiei sub Bagrat al III-lea (978–1014). Caracteristic acestui stil este faptul că domul este plasat peste toate cele patru laturi ale bisericii. Structura bisericii este destinată unei acustici bune. Domul catedralei Svetițhoveli a fost reconstruit de mai multe ori de-a lungul secolelor pentru a păstra biserica în stare bună.
Piatra folosită pentru catedrală este una galbenă, nisipoasă, șlefuită, în timp ce în jurul ferestrei absidei, s-a folosit o piatră de culoare roșie. Piatra verde utilizată în tamburul cupolei este din secolul al XVII-lea. Oblonul curbat cu arcade este neschimbat din secolul al XI-lea.
O fereastră mare ocupă majoritatea părții superioare a peretelui vestic al bisericii. Vitraliul îl înfățișează pe Hristos stând cu doi îngeri în cele două părți. Sculptura inițială de pe perete nu s-a păstrt, dar a fost restaurată de mai multe ori, cel mai recent, în secolul al XIX-lea.

### Arhitectul Arsukidze
O sculptură în relief de pe zidul exterior de nord este înconjurată de legendă. Ea înfățișează un braț drept și mână ținând o daltă — simbol al pietrarilor — cu o inscripție pe care scrie:
| “ | Mâna lui Arsukidze, robul lui Dumnezeu, iertarea fie a lui. | ” |

O altă inscripție de pe fațada de est atestă mai departe că Arsukidze nu a trăit să vadă capodopera sa terminată (în 1029):
| “ | Această sfântă biserică s-a clădit de mâna robului Tău, Arsukidze. Sufletul odihnească-ți în pace, O Meștere. | ” |

Romanul Mâna marelui maestru⁠(d) de Konstantine Gamsakhurdia relatează legenda, nedocumentată, cum că un preot care era și protector și profesor al lui Arsukidze era atât de gelos pe succesul lui Arsukidze că și-a folosit influența pe lângă rege pentru a obține tăierea mâinii drepte a arhitectului. Potrivit romanului, regele Gheorghe era și el invidios pe Arsukidze peste iubita lui, frumoasa Shorena.

### Icoane și fresce

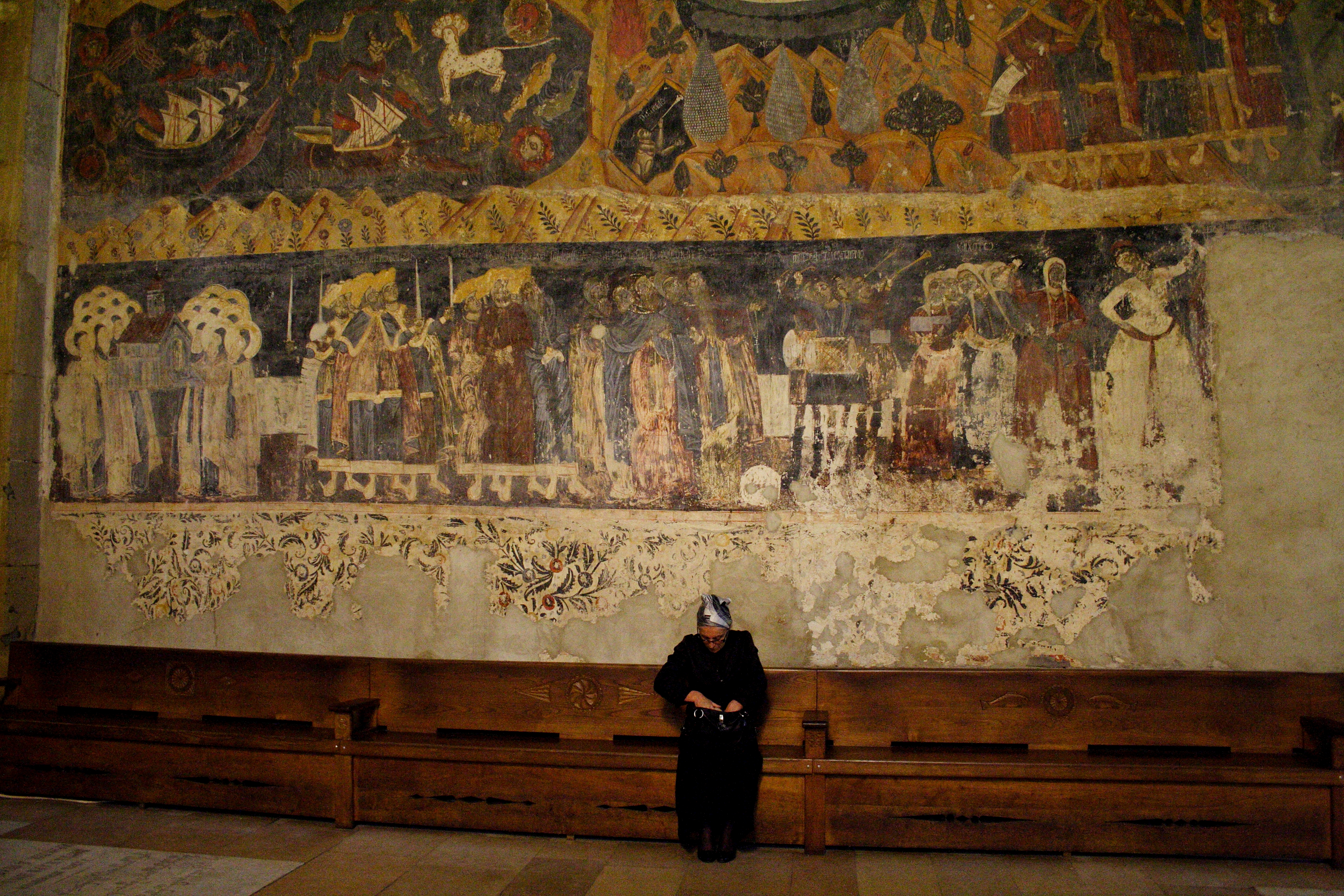
Una dintre frescele din catedrala Svetițhoveli

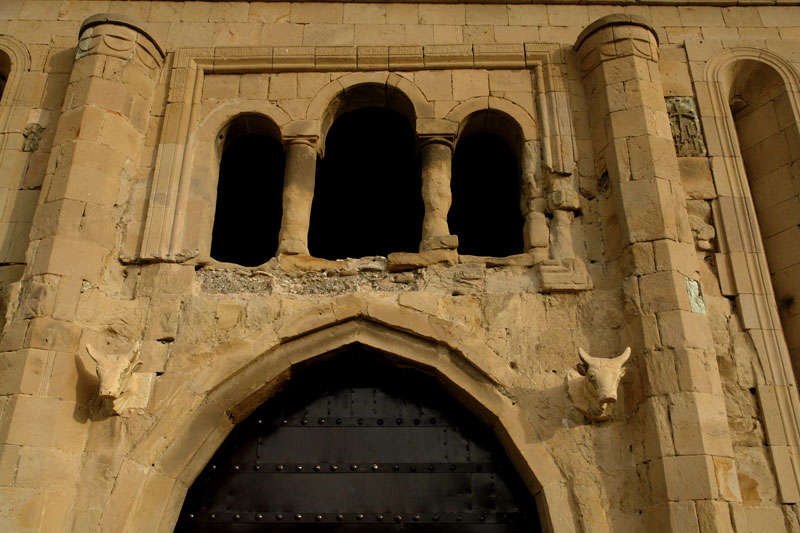
Capete de taur pe poarta dinspre vest din zidul din jurul catedralei

Pereții interiori ai catedralei erau odinioară împodobiți cu fresce medievale, dar multe dintre ele nu s-au păstrat. În 1830, când împăratul Nicolae I urma să viziteze Mțheta, autoritățile ruse au distrus galeriile și au tencuit vechile fresce, ca parte a unui efort de a face catedrala să „arate mai ordonat”; în final, țarul nu a mai venit. Astăzi, după o restaurare atentă, unele fresce au reapărut, inclusiv o reprezentare din secolul al XIII-lea a „Fiarei Apocalipsei” și ale semnelor Zodiacului.
Pereții sunt decorați cu multe icoane creștin-ortodoxe, dintre care cele mai multe nu sunt originare (cele originare fiind în muzeele naționale din Georgia). Decorațiunile zidurilor de piatră prezintă și struguri sculptați (ca și în multe biserici din Georgia), reflectând vechile tradiții viticole ale țării. Chipul cel mare al lui Isus de la altar a fost pictat de un artist rus în secolul al XIX-lea. Majoritatea icoanelor de aici datează din secolul al XX-lea. Unele sunt copii ale unor icoane și fresce mai vechi de la alte biserici de pe teritoriul Georgiei.
Două capete de tauri de pe fațada de est, rămășițe ale bisericii din secolul al V-lea, demonstrează influența populară asupra iconografiei creștine din această perioadă timpurie.

### Cristelnița
Pe partea dreaptă de la intrarea în catedrală este o cristelniță din piatră datând din secolul al IV-lea. Se crede că ea a fost folosită pentru botezul regelui Mirian și al reginei Nana. Imediat în spatele cristelniței este o reproducere a reliefului mâinii drepte a lui Arsukidze dreapta și găsit pe fațada de nord.

### Copia simbolică a Capelei Sfântului Mormânt
Pe partea de sud există o mică biserică de piatră construită în interiorul catedralei. Aceasta este o copie simbolică a capelei de la Sfântul Mormânt din Ierusalim. Construită între sfârșitul secolului al XIII-lea și începutul secolului al XIV-lea, acesta a fost ridicată aici pentru a marca Svetițhoveli ca al doilea cel mai sacru loc din lume (după biserica din Ierusalim), datorită cămășii lui Hristos. În fața acestei capele de piatră, cea mai vestică structură, aliniată cu coloanele dintre altar și naos, marchează mormântul Sidonieia. ămășițeeale stâlpului vieții sunt și ele aicii. A fost construiăt în secolul alXVII7-lea. Scene din viațarRegeluiMiriany șirRegieia Nana, și portretele primului împărat bizantin creștin, Constantin, și mamei sale Elena, au fost pictate de către G. Gulzhavarashvili la acea dată. Aici s-au găsit urme ale fundației bisericii din secolul al IV-lea.

### Tronul patriarhului-catolicos
Cea de-a doua structură aliniată cu coloanele culoarului din sud a fost construită tot în secolul al XVII-lea, și a reprezentat tronul catolicosului Diasamidze. Ea nu mai servește această funcție, întrucât tradiția actuală necesită ca tronul unui patriarh georgian să fie în centrul bisericii.

## Mormintele din catedrală

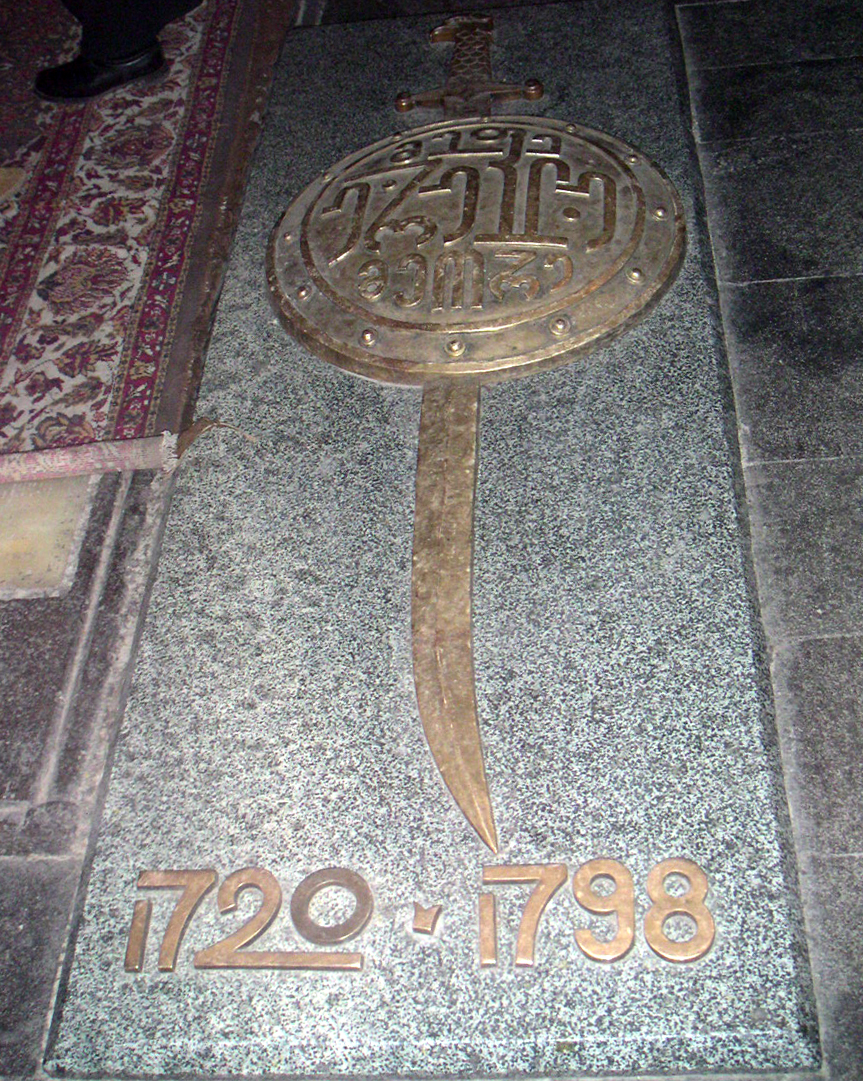
Mormântul lui Erekle al II-lea⁠(d) din catedrala Svetițhoveli.
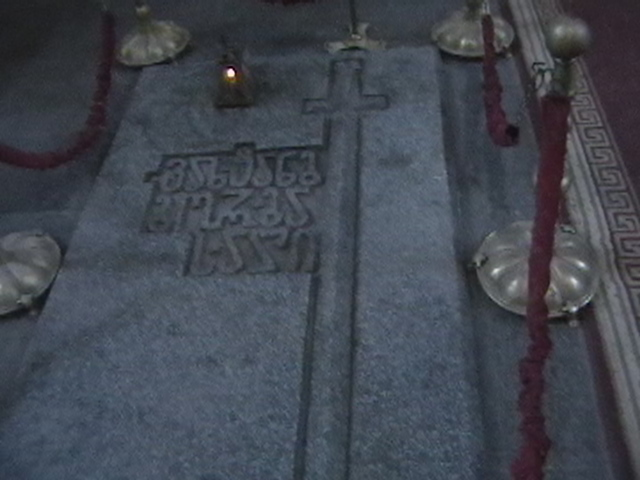
Mormântul lui Vahtang Gorgasali⁠(d) în catedrala Svetițhoveli
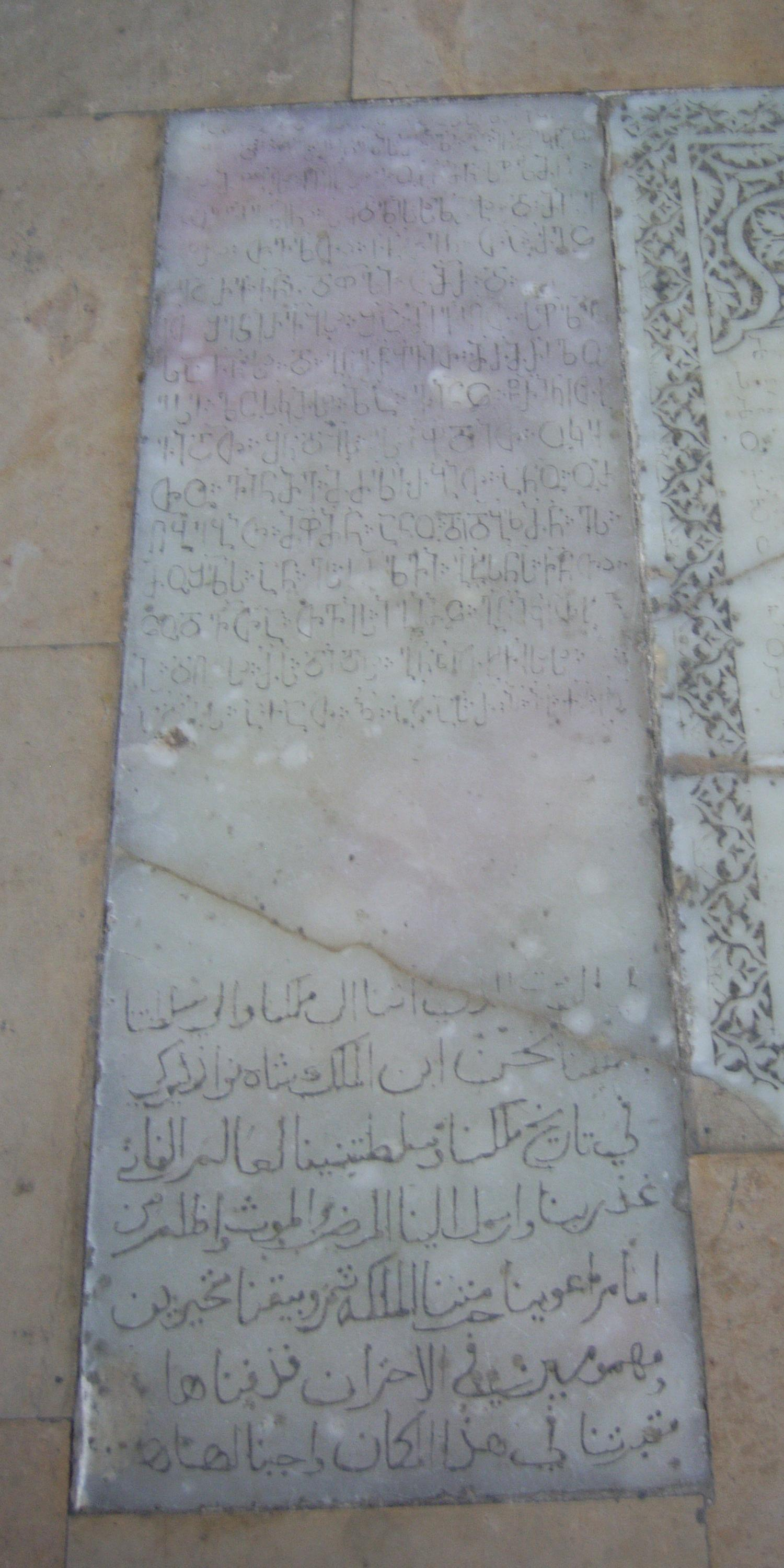
Epitaf bilingv pentru Tamar, prima soție a lui Gheorghe al XI-lea⁠(d)

Svetițhoveli nu a fost doar locul de încoronare al regilor georgieni, ci și loc de înmormântare a acestora. Zece regi se știe că au fost înhumați aici, deși doar șase morminte au fost găsite, toate în fața altarului. Mormântul regelui Vahtang Gorgasali poate fi identificat de micul felinar de lumânări în formă de castel din fața lui. Mormântul regelui Erekle al II-lea mormântul lui este identificabil prin sabia și scutul de pe el. Fiul său, Gheorghe al XII-lea⁠(d), a fost ultimul rege al Georgiei și mormântul lui de marmură este lângă al tatălui său. De asemenea, în fața altarului sunt mormintele lui David al VI-lea⁠(d), Gheorghe al VIII-lea⁠(d), Luarsab I⁠(d) și al diverșilor membri ai familiei regale Bagrationi, inclusiv al lui Tamar, prima soție a lui Gheorghe al XI-lea, al cărui epitaf datând din 1684 este scris atât în georgiană (Asomtavruli) cât și în arabă.

## Pericole
Un raport din 2010 al UNESCO a constatat că stabilitatea de ansamblu a catedralei este amenințată de probleme structurale.